# Incala burgeoni
Incala burgeoni är en skalbaggsart som beskrevs av Franz Antoine 1988. Incala burgeoni ingår i släktet Incala och familjen Cetoniidae. Utöver nominatformen finns också underarten I. b. macrophylla.